# Polygala carphoides
Polygala carphoides är en jungfrulinsväxtart som beskrevs av Chod.. Polygala carphoides ingår i släktet jungfrulinssläktet, och familjen jungfrulinsväxter. Inga underarter finns listade i Catalogue of Life.